# Мефентермин
Мефентерминът е лекарство, използвано главно при хипотония. Свързва се α-адренорецепторите, но действа и индиректно, като води до освобождаването на норадреналин.
Според Световната антидопингова агенция спада към така наречените неспецифични стимуланти и е в забранителния списък.